# Villayuventus (Parla)
Villayuventus o también denominado Villa Juventus, es un barrio de la localidad madrileña de Parla se divide en dos zonas Villayuventus I situado en el distrito Noroeste y Villayuventus II situado en el distrito Noreste de la ciudad .

## Urbanismo
Villayuventus es un barrio desarrollado aproximadamente en los años 70, con bloques de edificios, limita con el barrio de la granja, unos años después se ampliaría con una nueva zona denominada Villayuventus II, se ubica limitando con el Barrio de San Ramón.

### Callejero
Las calles Villayuventus I hacen referencia a ríos, mientras que las calles de Villayuventus II hacen referencia a provincias españolas. Siendo estas las siguientes:
| - Villa Juventus I (Ríos) - C/ Río Guadiana - C/ Río Ebro - C/ Río Duero - C/ Río Manzanares - C/ Río Guadarrama - C/ Río Guadalquivir - C/ Río Tajo - C/ Jarama - C/ Henares |  | - Villa Juventus II (Provincias de España) - C/ Valladolid - C/ Santander - C/ Guadalajara - C/ Ciudad Real - C/ Palencia - C/ Cuenca - C/ Salamanca - C/ León - C/ Logroño - C/ Zamora - C/ Ávila - C/ Burgos |

### Parques urbanos
Cuenta con zonas ajardinadas, plazas, parques.

### Centro deportivo
Dispone de un complejo deportivo privado, para los vecinos de la zona que deseen este servicio, cuenta con pista de futbol, baloncesto y tenis y una piscinas.

### Cultura
Antiguamente contaba con la desaparecida vieja casa de la juventud, que cambio ubicación con unas nuevas instalaciones en Parla Este.